# Arthur Hoffmann (Mediziner)
Arthur Wilhelm Ernst Emil Hoffmann (* 11. Februar 1855; † 28. April 1936) war ein deutscher Generaloberarzt.

## Leben
Arthur Hoffmann war der Sohn des Politikers Carl Johann Hoffmann und dessen Ehefrau Mathilde Siegfrieden (1824–1859). Sein älterer Bruder Ludwig (1852–1932) wurde später ein bekannter Architekt.
Nach einem Medizinstudium an der Universität Basel ließ sich Hoffmann im Jahre 1877 als Dr. med. in Straßburg nieder. Bevor er 1879 als Assistentarzt am Städtischen Krankenhaus Darmstadt eingestellt wurde, war er als Arzt an der Dresdner Frauenklinik tätig. 1882 wurde er zum Facharzt für Geburtshilfe am Darmstädter Krankenhaus bestellt. Während des Ersten Weltkrieges leistete er Militärdienst und war als Generaloberarzt tätig. In dieser Funktion hatte er auf Divisionsebene die Leitung des Sanitätswesens.
1922 wurde Hoffmann in den Ruhestand verabschiedet.
Am 16. September 1884 heiratete er Lina Walz († 23. Dezember 1925). Aus der Ehe ging die Tochter Maria (1885–1967, ⚭ 1911 Frauenarzt Adolf Hüffell) hervor.

## Auszeichnungen
- 31. März 1906 Ehrenkreuz (Reuß)
- 25. November 1916 Geheimer Sanitätsrat